# Aipysurus pooleorum
Espèce
Synonymes
- Aipysurus laevis pooleorum Smith, 1974

Aipysurus pooleorum est une espèce de serpents de la famille des Elapidae.

## Répartition
Cette espèce marine se rencontre dans l'océan Indien dans les eaux de l'Australie-Occidentale vers la baie Shark.

## Description
C'est un serpent venimeux et vivipare.

## Étymologie
Cette espèce est nommée en l'honneur des frères Poole, pêcheurs professionnels qui ont notamment collecté l'holotype.

## Publication originale
- Smith, 1974 : The sea snakes of Western Australia (Serpentes: Elapidae: Hydrophiinae) with a description of a new subspecies. Records of the Western Australian Museum, vol. 3, p. 93-110 (texte intégral).